# YOU&三四郎 恋愛見極め人 コレって脈あり!?
YOU＆三四郎 恋愛見極め人 コレって脈あり!?  supported by Pairs（ゆうあんどさんしろう れんあいみきわめにん これってみゃくあり さぽーでぃっどばいぺあーず）はニッポン放送で2018年10月5日から2019年3月22日まで放送されていたトーク番組である。

## 番組概要
2018年4月30日から5月25日の間に平日深夜、『オールナイトニッポン』50周年企業コラボ企画コーナーで「トキメキ川柳」と同じく放送された、当該番組と同一名義のコーナーをレギュラー番組し、同年10月のナイターオフ期から放送開始。
『三四郎のオールナイトニッポンZERO』のパーソナリティである、三四郎とコラボ企画から参加しているYOUがリスナーから届いた「今、異性からこんなサインを送られているんだけど、コレって脈ありですか？」等の相談メールに対し、三四郎とYOUがトークしながら判定する。
リスナーからの恋愛についてのメッセージを番組Twitterアカウント経由でハッシュタグ「 #恋愛見極め人 」で募っている。また、収録番組のため、時間尺確保のためカットされた部分やWeb向けに「ディレクターズ版」と言う扱いで、番組YouTubeチャンネルから音源配信を実施している。

## 出演者

### パーソナリティ
- YOU（タレント）
- 三四郎（お笑いコンビ）

## 放送時間

### 現在
- 金曜 21:00 - 21:30 - 2018年10月5日 - 2019年3月22日

### 放送時間の変更等
2018年
- 10月19日は、ショウアップナイタースペシャル 2018 マツダ クライマックスシリーズ セ ファイナルステージ 第3戦 広島東洋カープ×読売ジャイアンツ 中継のため休止[5]
- 12月14日は、朗読ラジオドラマ「スマホを落としただけなのに」の放送のため休止。

2019年
- 1月2日は、16:00 - 18:00に庄司智春（品川庄司）と富田隆を迎えて、公開録音の模様を放送した。